# Elektrifikacija
Elektrifikacija je pojam koji se odnosi na postavljanje sistema tako da isti radi koristeći elektricitet.

## Električna mreža
Točnije, ova riječ se odnosi na proces izgradnje neophodne infrastrukture kojom se dostavlja električna energija do domova i različitih mjesta, posebno u ruralnim i izoliranim područjima, kao i zamjene u željeznicama, od parne lokomotive (sada češće dizelske lokomotive) do elektrificiranih električnih lokomotiva. Infrastruktura potrebna za elektrifikaciju uključuje elektrane, duge provodne kabele i podstanice.

## Elektrifikacija u svijetu
Jedan od najvećih projekata elektrifikacije je bio GOELRO plan, usvojen 1920. godine, ispunjen 1931. godine od strane SSSR-a.
U SAD-u, široka elektrifikacija ruralnih područja počela je 1935. godine.

## Elektrifikacija prijevoza
Elektrifikacija prijevoza predstavlja upotrebu hibridnih i električnih vozila (kao što su trolejbus i druge varijante električnog autobusa, tramvaj i željeznica) umjesto vozila na gorivo.